# Acidentes ferroviários em Portugal
Esta lista mostra todos os acidentes ferroviários ocorridos no território português ou que envolveram companhias e/ou serviços ferroviários portugueses no estrangeiro, que tiveram alguma relevância devido ao número de feridos ou mortos, danos provocados ou importância técnica ou histórica.

## Século XIX

### Décadas de 1860 a 1890

#### 1862
- 2 de Dezembro: Ocorre um acidente na Ponte da Ribeira de Sôr, na Linha do Leste.[1]

#### 1865
- 18 de Setembro: Uma composição transportando trabalhadores entre Beja e Casével, na então designada Linha do Sul (actualmente Linha do Alentejo), é forçada a travar de emergência devido a sabotagem na via; os passageiros precipitam-se da composição, fazendo três mortos e dois feridos graves.[2]

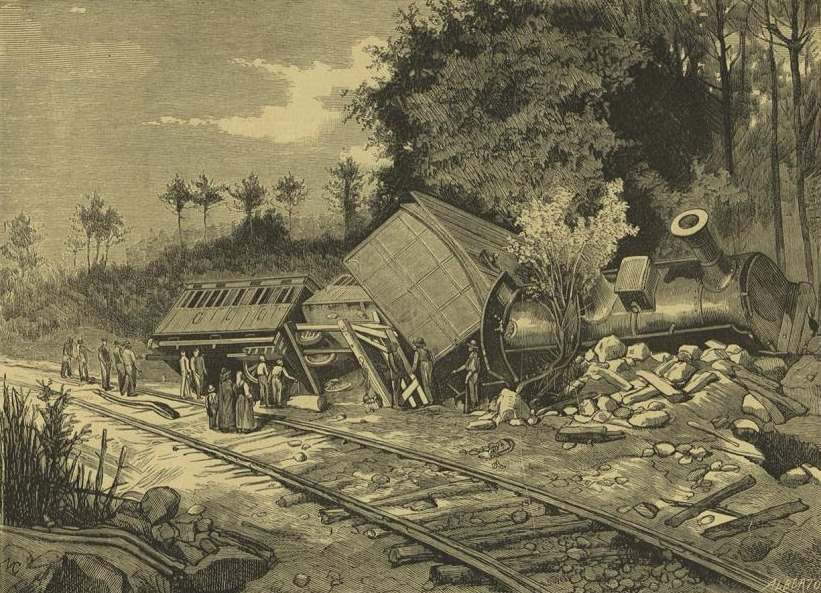
Descarrilamento de 11 de Outubro de 1878

#### 1878
- 15 de Setembro: Desastre Ferroviário de Mato Miranda - Pela noite, um comboio saído de Lisboa para Porto descarrilou-se no quilómetro 92, da Linha do Norte, perto de Mato Miranda, derivado ao mau estado da linha. Provou a morte de uma pessoa e vários feridos.[3]

- 11 de Outubro: Desastre Ferroviário de Ermesinde - Um comboio que estava a circular entre São Romão e Ermesinde, na Linha do Minho, descarrilou devido a excesso de velocidade, provocando cinco mortos e seis feridos.[4]

#### 1894
- 2 de Dezembro de 1894: Um comboio de Lisboa a Faro descarrilou na área das pontes do Marchil, na Linha do Algarve, devido a cheias, provocando a morte ao maquinista e ferimentos no fogueiro.[5]

#### 1895
- 11 de Julho de 1895: Na estação de Vendas Novas, um comboio de Faro para Lisboa entrou pela via errada devido a agulhas mal colocadas, tendo colidido contra vagões estacionados. Este acidente fez uma vítima mortal, o condutor do comboio.[6]

## Século XX

### Décadas de 1900 e 1910

#### 1901
- 8 de Setembro: Desastre ferroviário da Ponte de Papa-Galos - Uma ponte na Linha do Alentejo desabou à passagem de um comboio, provocando três mortos e três feridos.[7]

#### 1902
- Na estação de Casa Branca, no Alentejo, deflagrou um incêndio de grandes proporções, que destruiu uma grande quantidade de mercadorias e danificou várias infra-estruturas, incluindo o edifício de passageiros.[8]

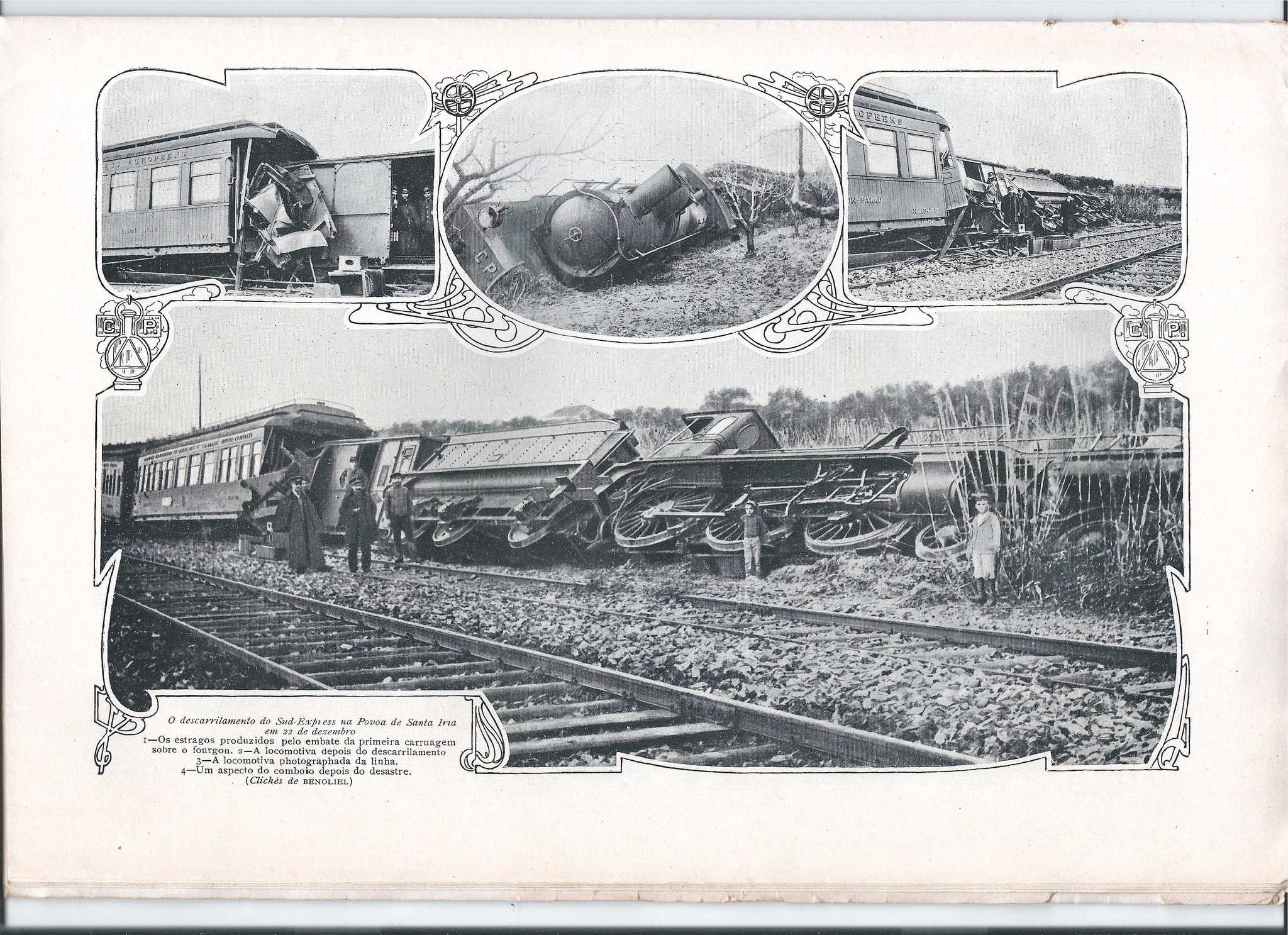
Descarrilamento do comboio Sud-Express em 22 Dezembro 1909

#### 1909
- 22 de Dezembro: Descarrilamento do Sud-Express na Póvoa de Santa Iria, sem mortes a lamentar.

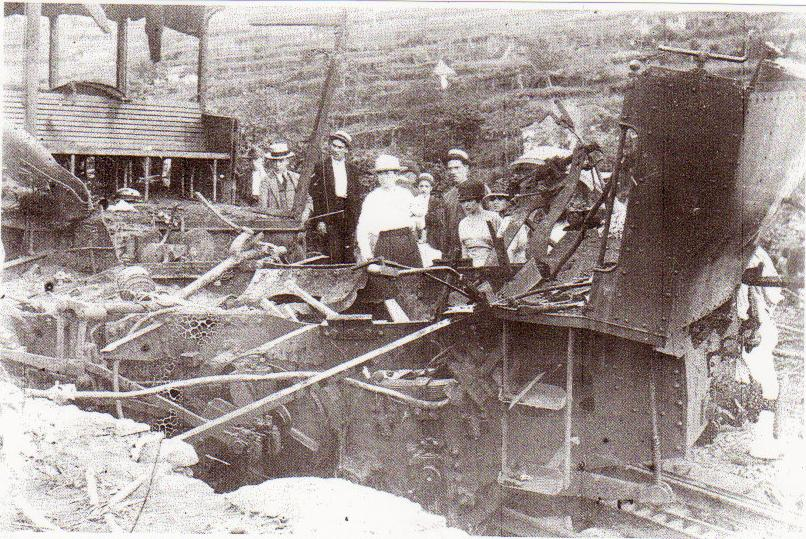
Destroços do comboio após a explosão de 1919

#### 1919
- 3 de Fevereiro: Um comboio correio de Lisboa para Faro colheu uma diligência em Beja, provocando três mortos.[9]

- 10 de Setembro: A caldeira de uma das locomotivas a vapor do Comboio do Monte, na Ilha da Madeira, explode, provocando quatro mortos e vários feridos.[10]

### Décadas de 1920 e 1930

#### 1921
- 9 de Novembro: Um atentado terrorista provoca o descarrilamento de uma composição proveniente do Algarve na Estação da Figueirinha, na Linha do Alentejo, fazendo nove mortos e cerca de noventa feridos.[11]

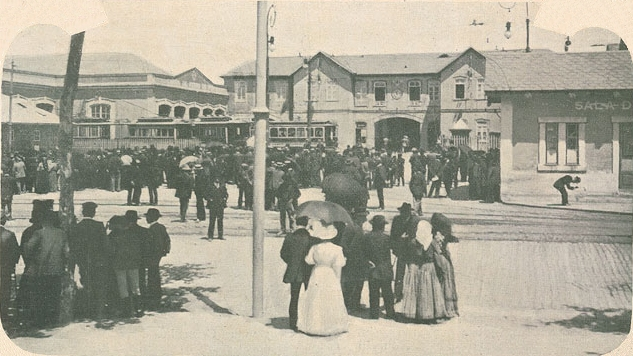
Remise da Boavista em 1909

#### 1924
- Em 20 de Agosto de 1924, um comboio de passageiros colidiu com uma composição de mercadorias na estação de Belém da linha de Cascais, causando cinco mortos e dezenas de feridos.[12]

#### 1927
- Em finais de 1927, dois comboios de mercadorias colidiram na estação de Oliveira do Bairro, causando dois mortos e uma dezena de feridos, e grandes estragos materiais.[13]

#### 1928
- 28 de Fevereiro: Um incêndio deflagra na Remise da Boavista, no Porto, destruindo e danificando várias unidades de material circulante da Companhia Carris de Ferro do Porto.[14]

#### 1932
- 11 de Janeiro: Uma das composições do Comboio do Monte descarrila e cai para um ribeiro, devido a uma falha no freio, na zona do Terreiro da Luta.[15] Na altura não existiam passageiros a bordo, mas o acidente provocou a morte do maquinista e ferimentos nos funcionários.[15]

#### 1938
- 2 de Maio: Desastre de Viana do Castelo - Na madrugada do dia 2 de Maio, uma camioneta de caixa aberta que transportava passageiros foi abalroada por um comboio numa passagem de nível junto a Viana do Castelo, provocando 22 mortos e cerca de 15 feridos.[16]

### Décadas de 1940 e 1950

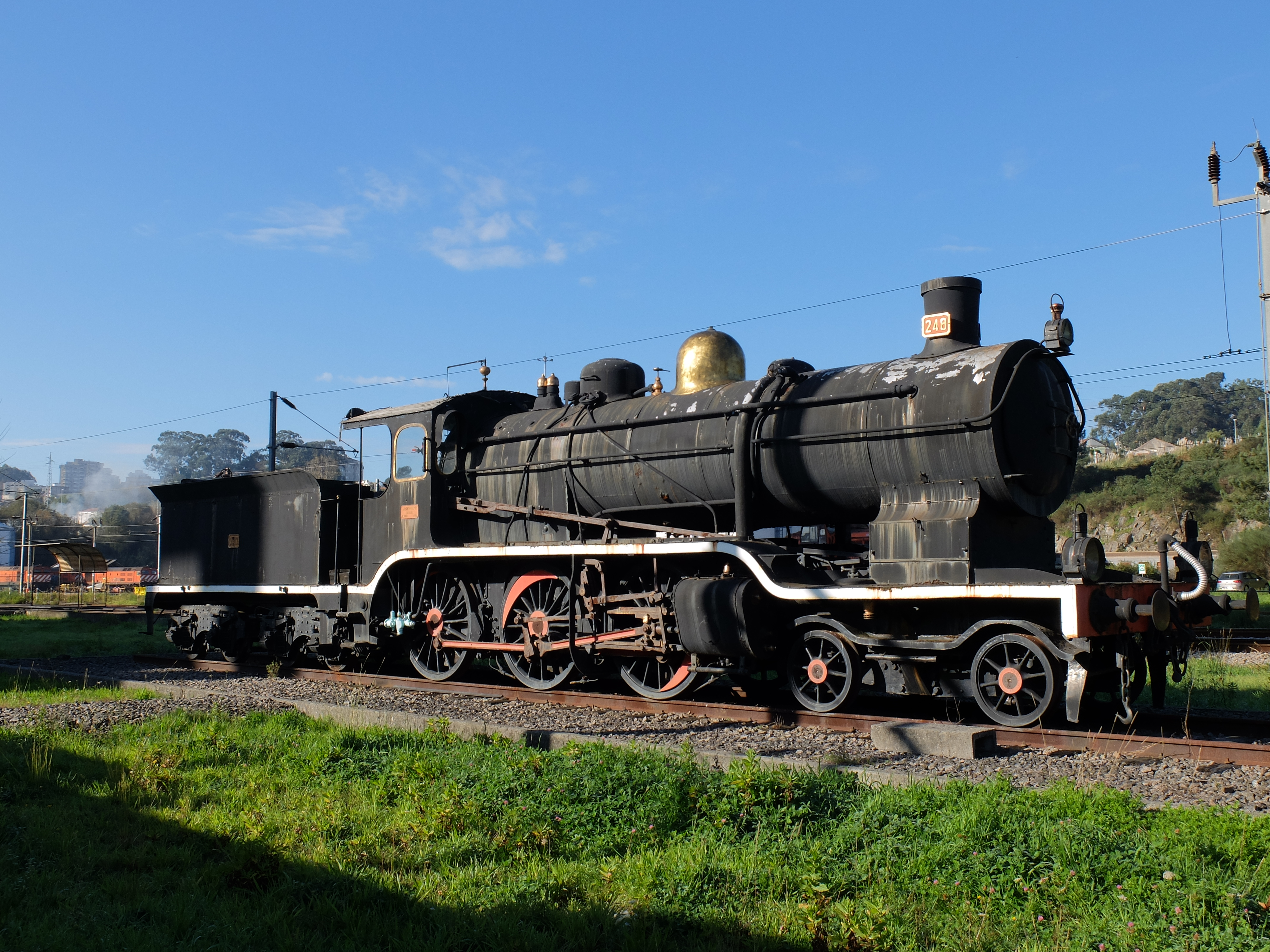
Locomotiva 248, exposta na estação de Contumil.

#### 1940
- 5 de Janeiro: Um deslizamento de terras no quilómetro 115,47 da Linha do Douro provocou o descarrilamento de uma composição de passageiros entre as estações de Porto-São Bento e Tua; a locomotiva a vapor, com o número 248, e o respectivo tender caíram para o Rio Douro, tendo o maquinista e o fogueiro, que operavam a locomotiva, morrido neste acidente. O tender nunca foi encontrado, mas a locomotiva foi recuperada nas oficinas da Estação de Campanhã, e colocada como monumento junto ao Depósito de Contumil.[17]

#### 1947
- 16 de Agosto: Desastre ferroviário de Vila Franca de Xira - Durante a madrugada desse dia, o comboio 1003, que transportava passageiros e mercadorias do Rossio para o Porto, descarrilou a poucos metros da estação de Vila Franca de Xira,[18] provocando dezassete mortos[19] e cerca de 72 feridos.[20]

#### 1949

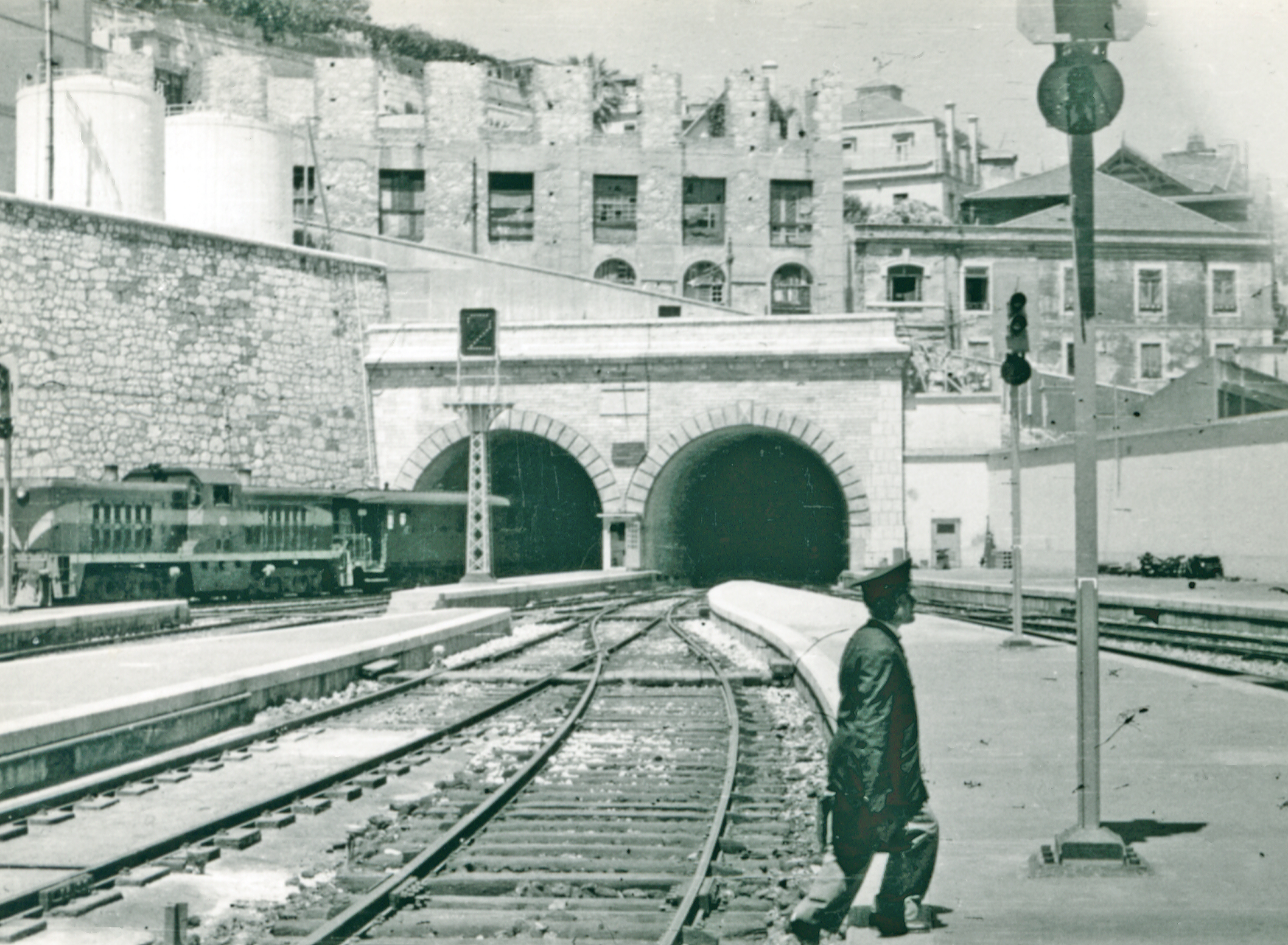
Estação e túnel do Rossio em 1956

- 26 de Setembro: Tragédia do Túnel do Rossio - Um comboio atropela vários operários que estavam a proceder à reparação das vias, no interior do Túnel do Rossio, fazendo quatro mortos e vários feridos.[21]

#### 1952
- 31 de Março: Tragédia da Gibalta - Um desabamento de terras sobre a via, junto ao Farol da Gibalta, provoca o descarrilamento de uma composição na Linha de Cascais, fazendo 10 mortos e 38 feridos.[22]

#### 1954
- 13 de Setembro: Desastre do Rápido do Algarve - Um comboio rápido que vinha do Algarve descarrilou entre o apeadeiro de Pereiras e a Estação de Santa Clara-Sabóia, na Linha do Sul, provocando 34 mortos e igual número de feridos.[23][24]

#### 1957
- 30 de Dezembro: Vale da Figueira - Chocaram dois comboios, ficando feridos três trabalhadores. Em consequência de um choque entre um comboio dos serviços de eletrificação da linha Lisboa-Entroncamento e um outro de mercadorias que estacionava na estação desta localidade, ficaram feridos os trabalhadores srs. António Gil, de 22 anos, e Júlio Gonçalves, de 20, ambos solteiros, de Sandoeira (Vila Nova de Ourém), onde residiam, e Manuel Rodrigues Júnior, de 52, casado, de Sabacheira (Tomar), que seguiam no primeiro comboio. O sr. António Gil sofreu ferimentos na cabeça e no rosto e foi tratado pelo sr. dr. Vitor Semedo, médico da C. P., que também prestou assistência aos dois restantes, que «sofreram apenas escoriações. Os estragos no material foram pequenos, apesar de quatro vagões da composição de mercadorias haverem saído da linha. Não houve interrrupção no movimento normal de comboios.[25]

#### 1959
- 12 de Fevereiro: Uma colisão entre duas locomotivas no Setil provocou um morto e três feridos. Uma locomotiva a gasóleo, que circulava entre Lisboa-Santa Apolónia e o Entroncamento, abalroou a máquina número 2506, que estava em manobras na estação.[26]

- 5 de Agosto: Ovar - Um comboio "Foguete" que vinha de Lisboa com destino ao Porto embateu num camião de carga ao passar numa passagem de nível perto da Estação de Ovar. Apesar da velocidade aquando o comboio passava por Ovar, este não sofreu muito danos, ao contrário do camião que foi completamente pulverizado. Deste acidente fica a lamentar-se 1 morto (tripulante no camião) e 4 feridos (1 tripulante e o maquinista do comboio e 2 tripulantes no camião).[27]

### Décadas de 1960 e 1970

#### 1963
- 28 de Maio: Desastre do Cais do Sodré - A cobertura de cimento das gares da Estação Ferroviária do Cais do Sodré desaba, provocando 49 mortos e várias dezenas de feridos.[28]

#### 1964

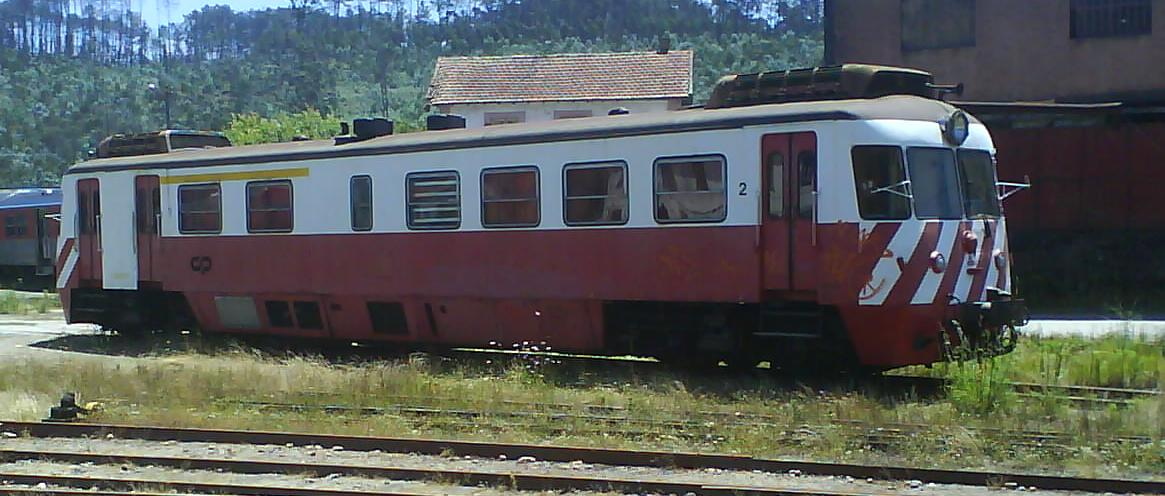
Automotora da Série 9300 em Sernada do Vouga.

- 26 de Julho: Desastre Ferroviário de Custóias - Na Linha do Porto à Póvoa e Famalicão, a unidade de cauda de uma composição formada por automotoras da Série 9300 dos Caminhos de Ferro Portugueses desengata-se do resto da composição, descarrilando e colidindo com um pontão. Este acidente foi provocado pelo excesso de peso devido a sobrelotação, embora também se aponte um possível excesso de velocidade como causa.[29] Deste acidente cerca de 100 vítimas mortais.[30]

#### 1965
- 16 de Outubro: A locomotiva 869 explode em São Marcos da Serra.[31]
- 25 de Novembro: Fortes precipitações causaram inundações em Lisboa, interrompendo a circulação na Linha do Norte junto a Santa Apolónia, em Lisboa.[32]
- 20 de Dezembro: Acidente Ferroviário de Algueirão - Dois comboios colidem na Linha de Sintra, provocando 22 mortos e 17 feridos.[33]

#### 1968
- 15 de Novembro: Uma automotora descarrilou em Xabregas, no lanço entre Santa Apolónia e Braço de Prata da Linha do Norte, devido a um desprendimento de terras sobre a via férrea, provocado por chuvas fortes. O acidente não fez mortos nem feridos graves.[34]

#### 1973
- Colisão de dois comboios entre Casa Branca e Alcáçovas, envolvendo as locomotivas 1433 e 1443, que ficaram irrecuperáveis.[17]

#### 1975
- 18 de Abril: Dois comboios colidem na estação de Santana - Cartaxo, na Linha do Norte, causando dois mortos e vários feridos graves. O acidente envolveu um comboio Foguete, que se deslocava do Porto a Lisboa-Santa Apolónia e uma automotora eléctrica do serviço suburbano, que ligava Coimbra a Lisboa.[35]

- 14 de Dezembro: Um comboio Sud Expresso colide com o comboio de passageiros n.º 20 010 na Estação de Fornos de Algodres, na Linha da Beira Alta, provocando dezasseis mortos.[36]

#### 1978
- 2 de Março: Um comboio de mercadorias descarrilou na Linha do Tua devido ao aluimento de uma barreira, causado por uma tempestade que assolou o país em Fevereiro e Março desse ano. Ficaram feridos o fogueiro, o maquinista e o guarda-freios.[37]
- 23 de Setembro: Acidente ferroviário de Taveiro - Um comboio misto de passageiros e de mercadorias descarrilou na Estação de Taveiro, na Linha do Norte, provocando dois mortos[38] e cinquenta feridos.[39]

#### 1979
- 8 de Janeiro: Choque frontal de dois comboios na Linha do Douro, em Terronhas, levando à morte dos dois maquinistas e de um operacional de apoio. Ambas as locomotivas envolvidas (1403 e 1420) ficaram irrecuperáveis.[17]

### Décadas de 1980 e 1990

#### 1980
- 31 de Janeiro: Desastre Ferroviário de Amadora - Uma colisão entre dois comboios no lanço entre Amadora e Damaia, na Linha de Sintra, provoca setenta feridos.[40]

#### 1981
- 11 de Setembro: Desastre Ferroviário de Chão de Maçãs - Fátima - Acidente ocorrido no lanço da Linha do Norte entre Chão de Maçãs e Paialvo, que envolveu três comboios, tendo resultado em cinco mortos e cerca de setenta feridos.[41] Existem relatos não oficiais que o número de vítimas foi superior.[42]

#### 1984
- 26 de Abril: Desastre Ferroviário de Valongo - A colisão entre um autocarro e uma automotora junto à estação de Recarei-Sobreira provoca 17 mortos e vários feridos.[43]

#### 1985

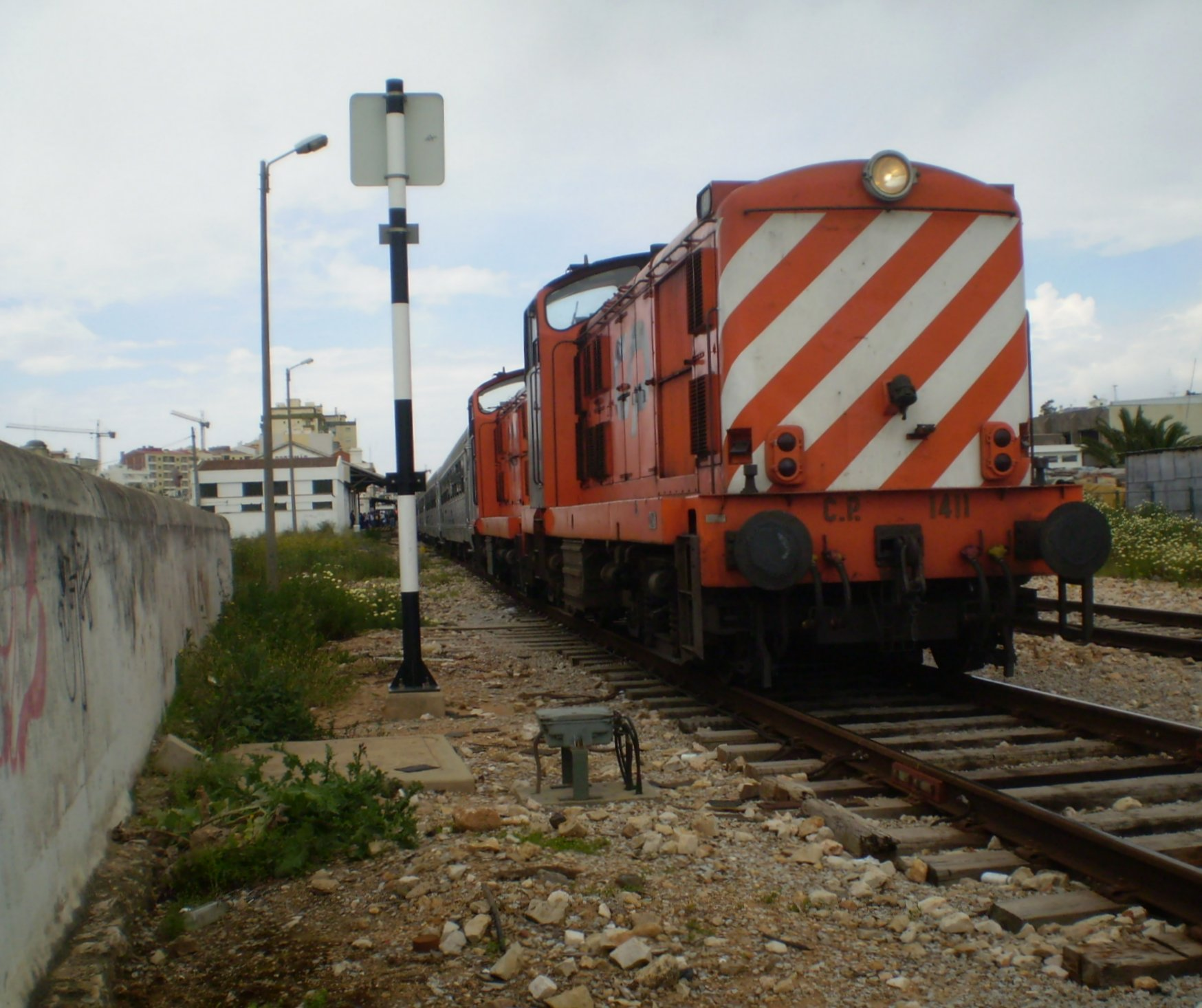
Locomotiva da Série 1400 em Portimão.

- 6 de Julho: Um comboio descarrilou no lanço entre Sacavém e Póvoa da Linha do Norte, acidente que não provocou danos pessoais, mas vários automóveis que estavam a ser transportados a bordo caíram para a via férrea, ficando muito danificados.[44]

- 11 de Setembro: Desastre Ferroviário de Moimenta-Alcafache - uma composição do serviço Sud Expresso, composta por uma locomotiva da Série 1960, a 1961, e várias carruagens, e outra de serviço regional, composta por uma locomotiva da Série 1400, a 1439, e várias carruagens, colidem junto à estação de Moimenta-Alcafache, na Linha da Beira Alta.[30] O relatório oficial da operadora Caminhos de Ferro Portugueses estima cerca de 49 mortos e 64 desaparecidos, tendo morrido no total cerca de 150 pessoas. Este é até à data o pior acidente ferroviário ocorrido em Portugal.[45]

#### 1986
- 5 de Maio: Desastre Ferroviário de Póvoa de Santa Iria - Uma colisão entre dois comboios (um rápido e um regional) na Estação de Póvoa, na Linha do Norte, provocou 17 mortes e mais de 80 feridos.[46][47]
- 17 de Agosto: Desastre ferroviário da estação de Fátima - A 17 de agosto de 1989 dois comboios colidiram frontalmente na estação de Fátima provocando dezenas de feridos e muita chapa retorcida. O comboio de passageiros que tinha saído de Lisboa com destino ao Porto chocou com uma composição de mercadorias que se encontrava em serviço na estação de Fátima. O maquinista, em perigo de vida, foi transferido para o Hospital de S. José e uma turista alemã de 21 anos foi operada no hospital de Tomar. Apesar de tudo não houve mortes a lamentar.[48]

#### 1987
- 4 de Setembro: Desastre Ferroviário de Fuseta - Dois comboios colidiram junto à povoação de Fuseta, no Algarve, fazendo cinco mortos e 29 feridos.[49] Por volta das 9:20 desse dia, um comboio abalroou um automóvel numa passagem de nível sem guarda, acidente do qual não resultaram quaisquer vítimas, tendo o comboio continuado a sua circulação no sentido de Tavira, depois do veículo ter sido removido.[49] No entanto, a C. P., foi incorrectamente informada que o comboio tinha descarrilado, pelo que enviou outra composição, no sentido contrário, para recolher os passageiros no local do acidente.[49] Os dois comboios colidiram perto da Fuseta, a cerca de sete quilómetros do local onde se deu o primeiro acidente.[49][50][51][52]

#### 1989

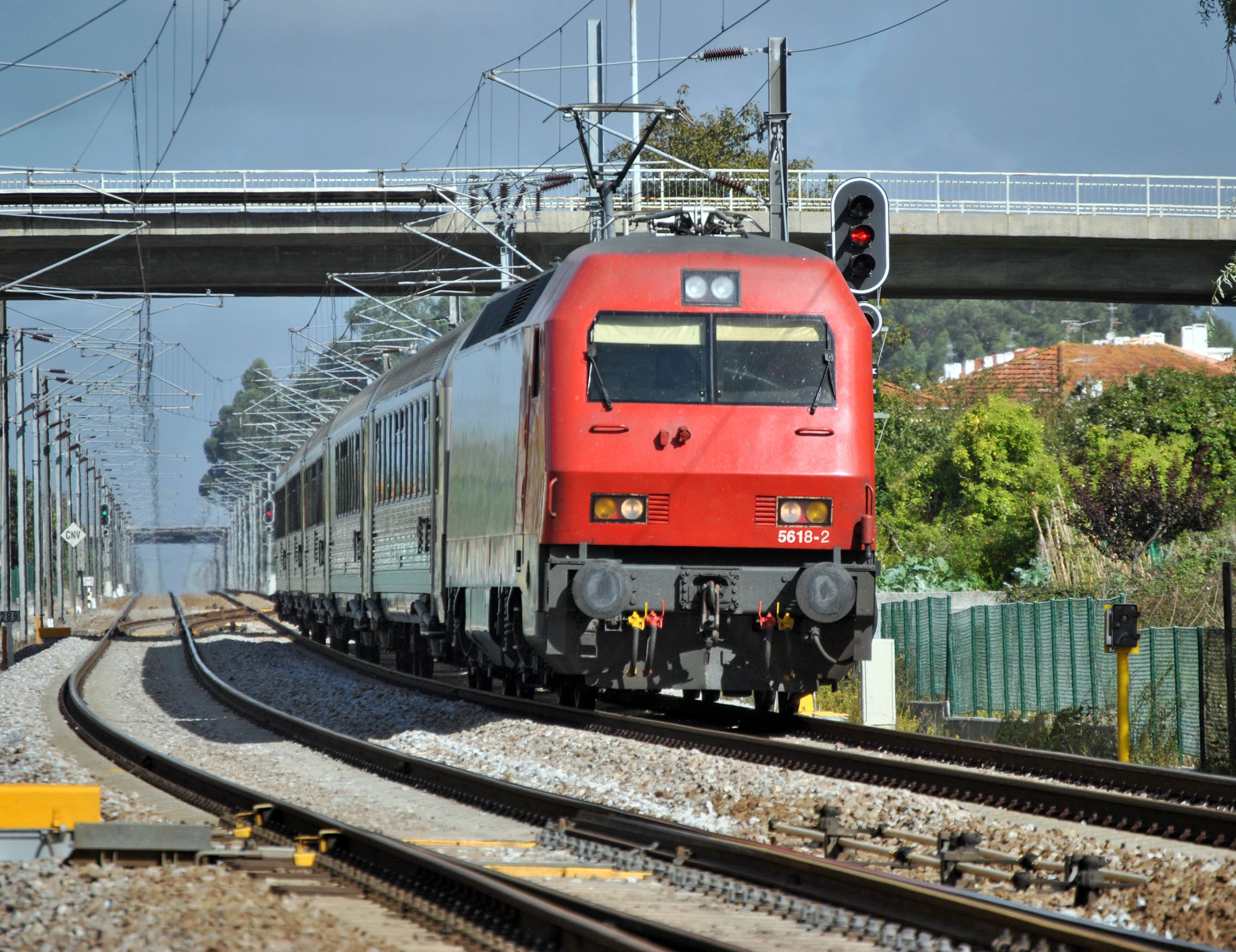
Estação de Estarreja.

- 18 de Dezembro: Um comboio de mercadorias que transportava cerca de 200 t de ferro descarrilou junto à Estação de Moita devido a um aluimento de terras, causado por condições climatérias adversas.[53] No mesmo dia, também ocorreu um descarrilamento na Linha da Beira Baixa, tendo a locomotiva do comboio de mercadorias caído ao Rio Tejo, provocando ferimentos no maquinista.[53]

#### 1990
- 26 de Fevereiro: Um comboio de passageiros descarrilou parcialmente após sair da estação de Estarreja, na Linha do Norte, com destino ao Porto, tendo-se arrastado ainda cerca de 100 m.[54]
- 28 de Fevereiro: Um contentor carregado de material explosivo, que estava a ser transportado por um camião, rebentou junto à estação de Santa Apolónia, em Lisboa, provocando um morto e três feridos. Este acidente deixou um rasto de destruição na zona em redor, incluindo na estação, onde ficaram danificados três comboios e foi interrompida a circulação ferroviária.[55]
- 10 de Março: Um comboio de passageiros colidiu com outro de mercadorias, que estava parado em plena via férrea, a cerca de 15 Km do Pombal.[54] Este acidente provocou seis feridos, não tendo causado maiores estragos devido à velocidade naquele lanço estar limitada a 30 km/h.[54]
- 28 de Maio: Desastre Ferroviário de Cruz da Pedra - Dois comboios de passageiros colidem no Apeadeiro de Cruz da Pedra, resultando em dois mortos e 350 feridos.[56]

#### 1991
- 8 de Janeiro: Dois comboios de mercadorias chocaram no lanço entre São Comba Dão e Mortágua, na Linha da Beira Alta, fazendo dois feridos ligeiros. Um dos comboios ficou sem travões e passou descontrolado pela estação de Santa Comba Dão, tendo o chefe da estação avisado a gare de Mortágua de forma a evitar a colisão, mas o outro comboio já tinha partido.[57]
- 28 de Julho: Um comboio colidiu contra uma carrinha na Passagem de Nível da Lapa do Lobo, na Linha da Beira Alta, provocando a morte aos cinco ocupantes do veículo.[57]

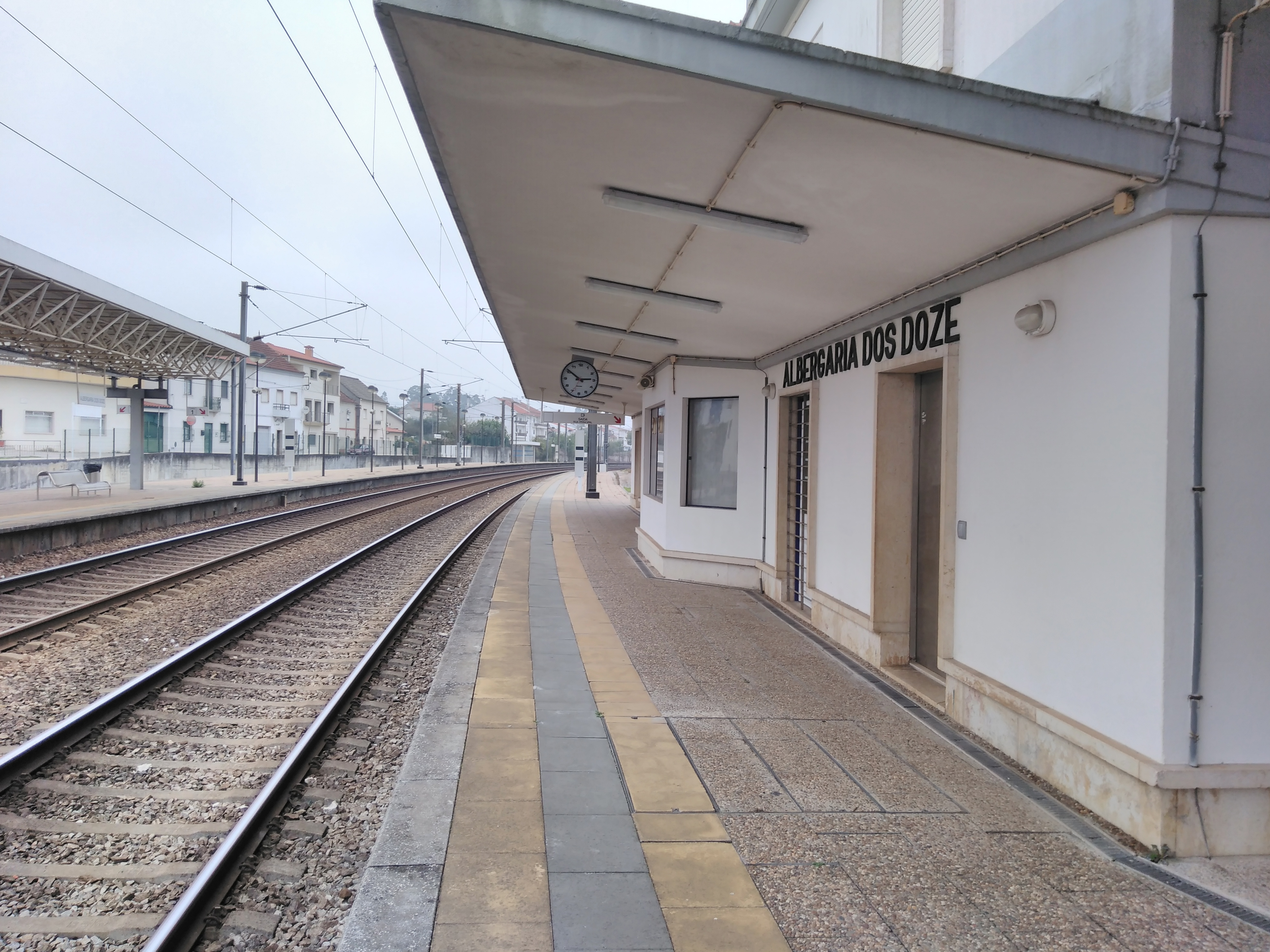
Estação de Albergaria.

#### 1992
- 12 de Março: Desastre Ferroviário de Albergaria dos Doze - Dois comboios de passageiros colidiram frontalmente perto de Albergaria dos Doze devido a erro humano, provocando três mortos e 35 feridos.[58]
- 21 de Novembro: Um comboio Intercidades de Braga para Lisboa colidiu contra um automóvel numa passagem de nível sem guarda perto da Azambuja, ferindo gravemente o condutor do automóvel e provocando a morte do passageiro.[58]
- 29 de Dezembro: Um comboio da transportando cimento rebocado pela locomotiva 1412 descarrilou na Estação de Braga e colidiu com um automóvel que estava parado junto à via férrea, matando o condutor.[58][59][60]

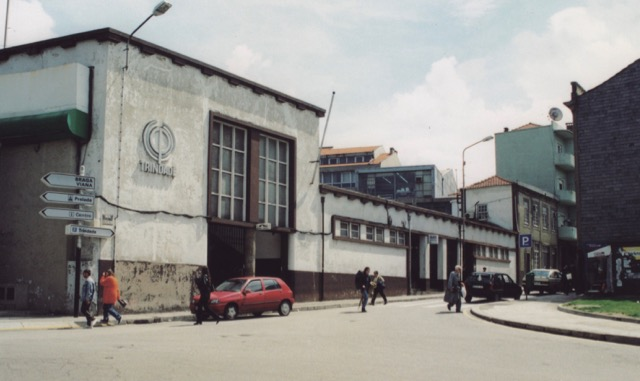
Estação Ferroviária de Porto-Trindade, em 2000.

#### 1993
- 1 de Março: Desastre Ferroviário de Irivo - Uma automotora colheu uma carrinha numa passagem de nível junto ao Apeadeiro de Irivo, na Linha do Douro, fazendo seis mortos e três feridos entre os ocupantes do veículo automóvel.[61]
- 25 de Maio: Um comboio de passageiros embateu contra um camião de brita perto do Apeadeiro de Santa Iria, na Linha do Norte, provocando um morto (o maquinista do comboio) e trinta feridos.[61]
- 5 de Julho: Desastre Ferroviário de Trindade - Uma automotora proveniente de Vilar do Pinheiro entrou de forma desgovernada e a alta velocidade na estação de Porto-Trindade, na Linha da Póvoa, e subiu a plataforma, acabando por parar apenas no meio da rua em frente da estação.[61] Este acidente causou um morto e cinco feridos.[61]
- 2 de Agosto: Um comboio de passageiros colidiu contra um automóvel numa passagem de nível sem guarda no sítio de São Pedro, no concelho de Tavira, no Algarve, provocando a morte a um dos ocupantes da viatura.[61]

#### 1994
- 17 de Fevereiro: Desastre Ferroviário de São Marcos da Serra - Um comboio colheu uma carrinha de transporte escolar numa passagem de nível sem guarda na zona do Poleirão, perto de São Marcos da Serra, no concelho de Silves, causando a morte ao condutor e a cinco crianças, e ferindo gravemente sete alunos.[62]
- 30 de Abril: Um comboio transportando cereais colidiu com um camião numa passagem de nível sem guarda no sítio do Casal da Toiça, no lanço entre Caldas da Rainha e Óbidos da Linha do Oeste, provocando quatro mortos e dois feridos graves.[62]
- 29 de Maio: Desastre Ferroviário de Rates - A colisão entre um autocarro e uma automotora da Série 9600 numa passagem de nível, próxima do Apeadeiro de Rates, na Linha do Porto à Póvoa e Famalicão, faz cinco mortos e 21 feridos.[63]
- 29 de Junho: Desastre Ferroviário de Araújo - Um comboio originário de Porto-Trindade descarrilou depois de passar o Apeadeiro de Araújo, na Linha da Póvoa, fazendo três mortos e 41 feridos.[62]
- 12 de Dezembro Um comboio colidiu contra um táxi numa passagem de nível sem guarda no sítio da Toutosa, no concelho de Marco de Canaveses, causando a morte dos quatro ocupantes do veículo, um deles ainda um bebé.[62]

#### 1997
- 8 de Novembro: Desastre Ferroviário de Estômbar - Dois comboios colidem junto a Estômbar, na Linha do Algarve, provocando 4 mortos e 14 feridos.[64]
- 29 de Dezembro: Um Intercidades que fazia a ligação entre Covilhã e Lisboa (Estação de Santa Apolónia), descarrilou na zona de Belver, Gavião; em sequência de um aluimento de terras, devido ao mau tempo. A locomotiva capotou e parou num socalco entre a linha e o Rio Tejo. Não houve mortos, porém houve 3 feridos, todos ligeiros, incluindo o maquinista da composição.[65]

#### 1998
- 7 de Junho: As automotoras da Linha do Tâmega NOHAB 9101 e 9102 colidem frontalmente em Fregim, levando ao abate da primeira, demasiado danificada.[66]

## Século XXI

### Décadas de 2000 e 2010

#### 2000

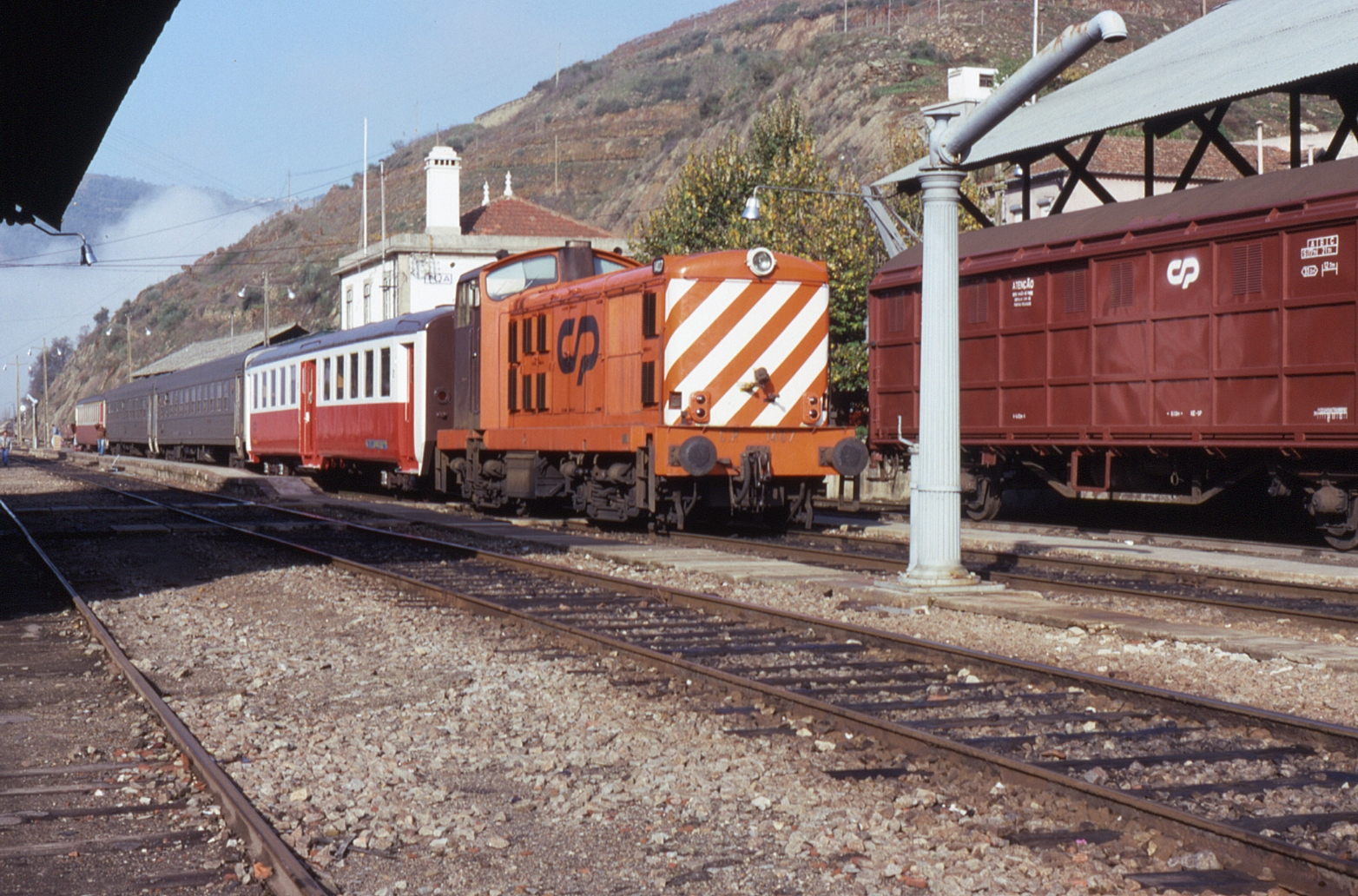
Locomotiva 1407, a mesma envolvida no desastre Ferroviário de Ermida, aqui mostrada na Estação de Tua, em 1993.

- 1 de Dezembro: Um comboio do Porto à Régua descarrilou junto ao Apeadeiro de Barqueiros, na Linha do Douro, após embater numa pedra, não tendo sido registados mortos nem feridos.[67]
- 1 de Dezembro: Um automóvel foi colhido por um comboio numa passagem de nível perto do Apeadeiro de Fazenda, na Linha do Leste, provocando a morte do condutor.[68]
- 11 de Dezembro: Desastre Ferroviário de Ermida - Um comboio descarrilou e caiu parcialmente para o Rio Douro após embater numa pedra, junto à Estação de Ermida, na Linha do Douro, provocando a morte do maquinista e fazendo 7 feridos.[69]

#### 2002

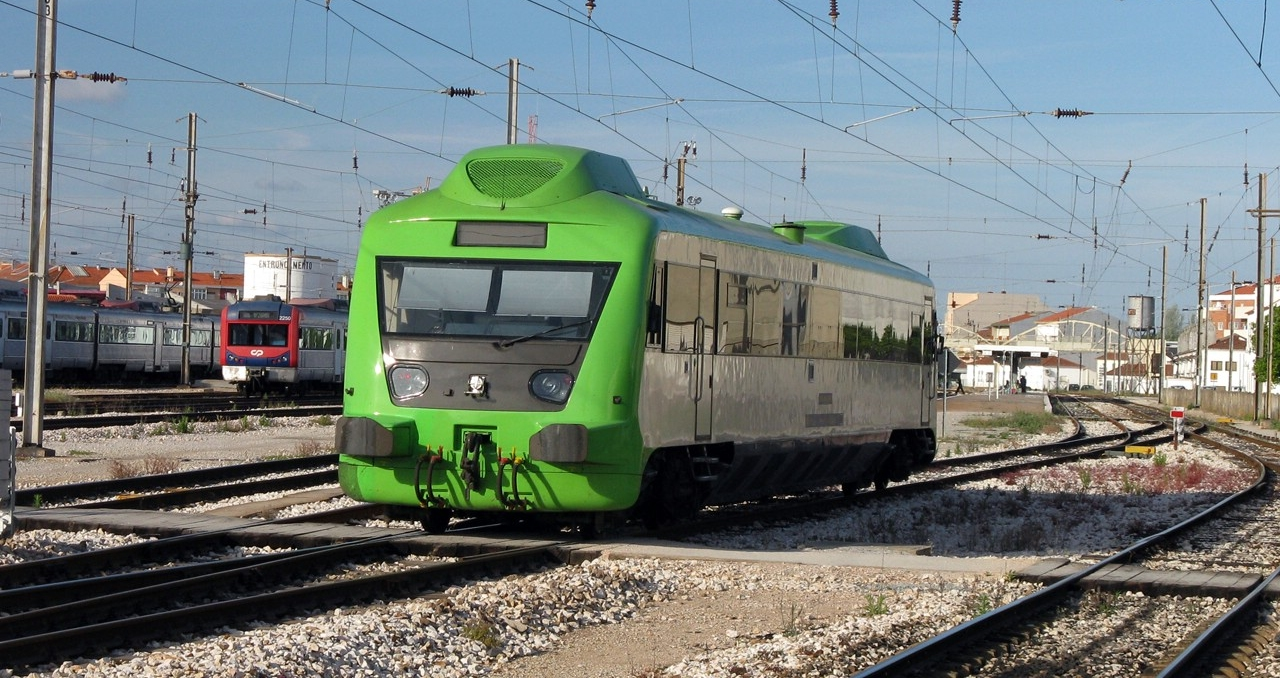
Automotora da Série 0350 no Entroncamento, em 2009.

- 4 de Abril: Uma automotora colheu um automóvel numa passagem de nível em Casal dos Rios, no Ramal da Lousã, provocando apenas ferimentos ligeiros no condutor.[70]
- 4 de Abril: Desastre Ferroviário da Lousã - Duas automotoras da Série 0350 colidem junto à localidade de Casal do Espírito Santo, numa secção de via única do Ramal da Lousã, resultando em cinco vítimas mortais e 11 feridos.[70]
- 29 de Novembro: um comboio Intercidades que fazia a ligação entre Guarda e Lisboa descarrila perto de Muxagata, na Linha da Beira Alta, devido a um desabamento de terras e pedras.[71] Os passageiros apenas ficaram ligeiramente feridos, mas a locomotiva e uma das 5 carruagens ficaram muito danificadas.[71]
- Uma carruagem de tipo ML99 do Metropolitano de Lisboa foi destruída num incidente No PMO II.

#### 2003
- 14 de Maio: Acidente Ferroviário de Abela - Duas composições de mercadorias na Linha de Sines (as 1561 e 5624) colidiram perto da Estação de São Bartolomeu da Serra, resultando em 2 mortos e 2 feridos.[72]
- 18 de Junho: Acidente Ferroviário de Bias - Um comboio colheu um automóvel numa passagem de nível junto ao Apeadeiro de Bias, na Linha do Algarve, fazendo três mortos e dois feridos.[73]
- 7 de Julho: Uma colisão na Passagem de Nível de Monte da Pedra, junto à localidade do Crato, provoca três mortos e dois feridos graves; esta passagem, na Linha do Leste, não tinha sinalização nem cancelas, mas encontrava-se num local de boa visibilidade.[74]

#### 2005
- 20 de Maio: Colisão (às 20:34) de um comboio regional procedente de Coimbra com o atrelado de um camião, bloqueado na passagem de nível junto da estação de Gouveia, na Linha da Beira Alta. O motorista do camião, apercebendo-se de que o mesmo era demasiado alto para passar por baixo do cabo da catenária, esvaziou parcialmente os pneus, após o que o camião ficou imobilizado na via férrea, tendo vindo a ser colhido pela composição que se aproximava. Da colisão não resultaram ferimentos graves, apenas danos materiais significativos nos dois veículos e na via férrea.

#### 2006

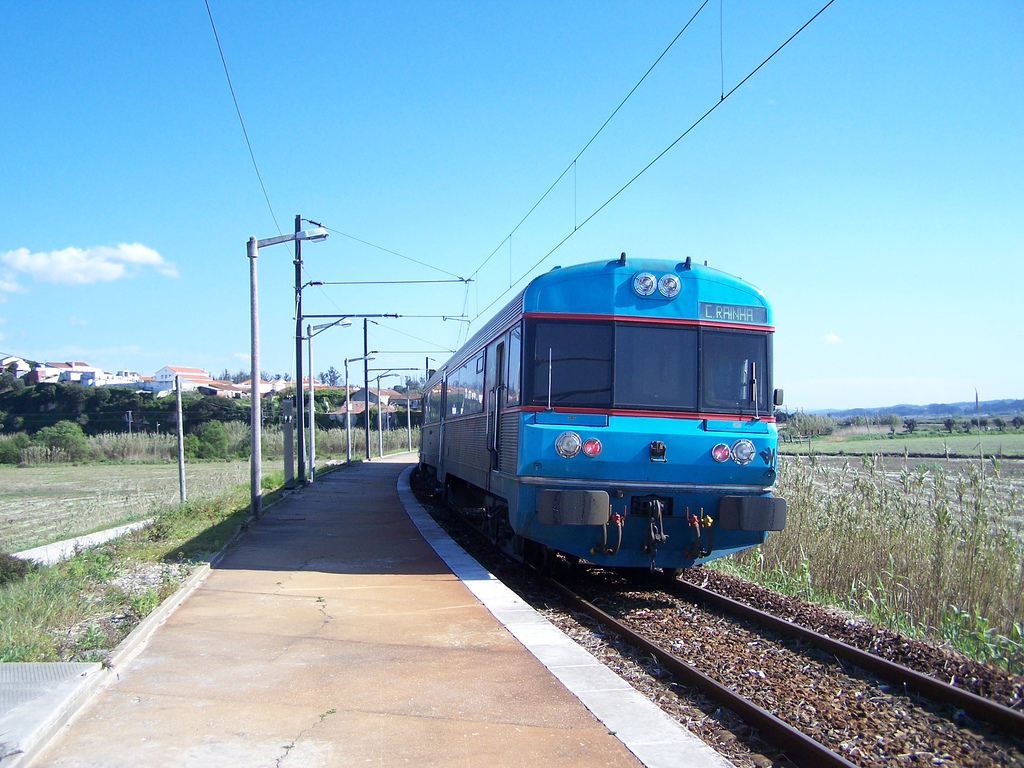
Automotora da Série 0450 na Bifurcação de Lares, em 2009.

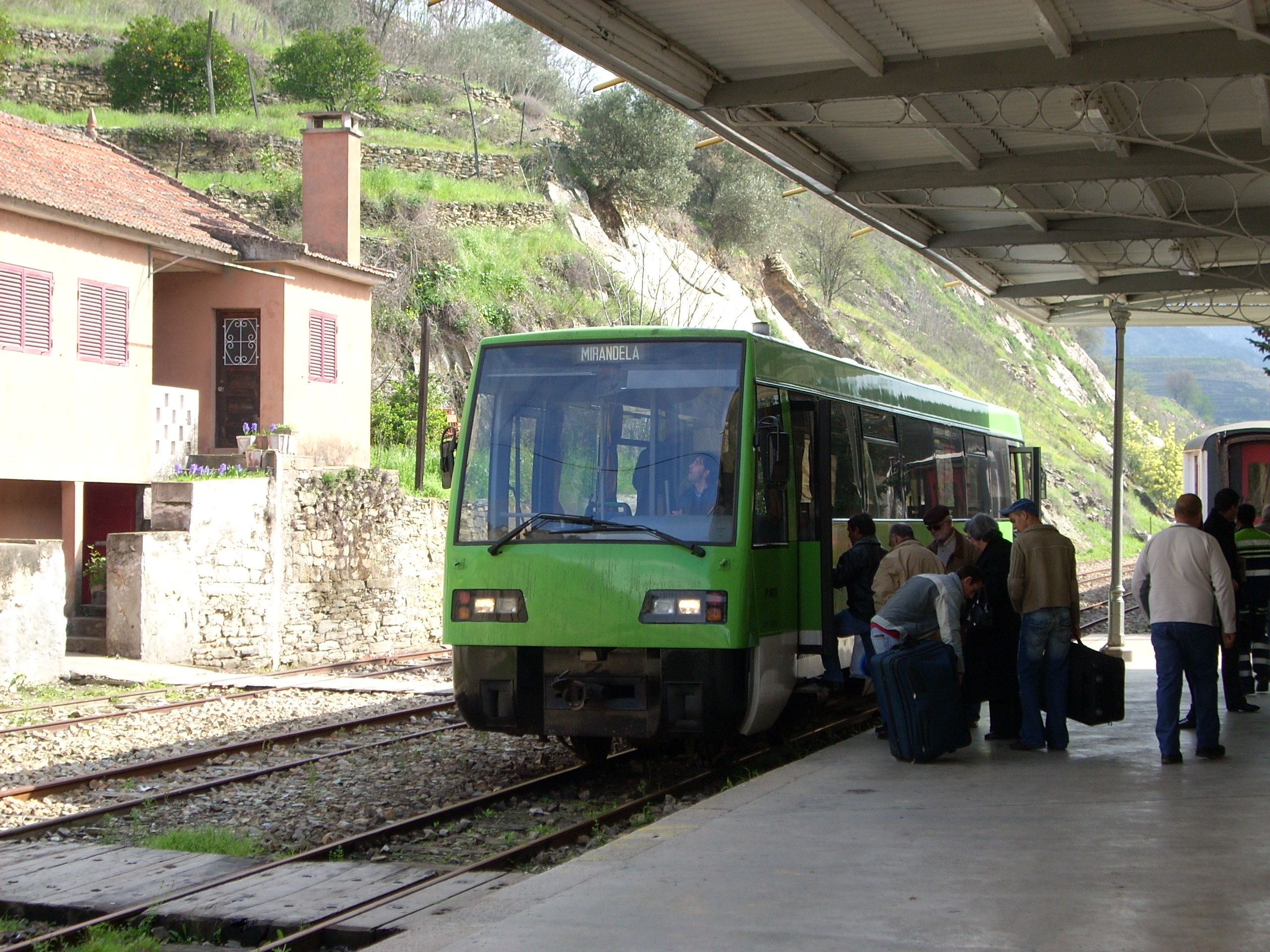
Automotora da Série 9500 no Tua, em 2008.

- 8 de Maio: Acidente em Castelo Branco envolvendo a automotora 2287 e uma composição rebocada pela 2604, tendo a primeira ficado irrecuperável.[75]
- 28 de Outubro: A colisão entre um veículo ligeiro e uma automotora da Série 0450 numa passagem de nível sem guarda junto a Leiria, na Linha do Oeste, provoca três mortos e um ferido.[76]
- 26 de Novembro: uma composição Intercidades que fazia a ligação entre Guarda e Lisboa colidiu com um automóvel na passagem de nível de Oliveirinha, na Linha da Beira Alta; este acidente provocou danos na locomotiva, mas não houve vítimas a registar, tendo o único ocupante da viatura abandonado o veículo quando se apercebeu da chegada do comboio.[77]

#### 2007
- 12 de Fevereiro: Acidente Ferroviário de Castanheiro - Uma automotora da Série 9500 descarrila e cai para o rio na Linha do Tua, resultando em 3 vítimas mortais e 2 feridos.[78]
- Agosto: Um passageiro a bordo de uma carruagem Intercidades na Estação de Guimarães foi electrocutado, tal como dois bombeiros que o vieram socorrer; foram transportados para o Hospital da Senhora da Oliveira, onde tiveram alta no dia seguinte.[79]

#### 2008
- 11 de Março: Uma viatura de transporte de doentes é colhida por uma composição numa passagem de nível na localidade de Montijos, em Leiria, provocando a morte a quatro indivíduos.[74]
- 4 de Maio: Uma composição do Metro do Porto descarrilou após uma colisão com um automóvel numa rotunda junto ao Hospital Pedro Hispano, em Matosinhos, provocando 14 feridos ligeiros.[80]
- 22 de Agosto: Acidente Ferroviário de Brunheda - O descarrilamento de uma automotora da Série 9500 na Linha do Tua provoca uma vítima mortal.[81]

#### 2009
- 1 de Setembro: Acidente ferroviário de Baião - Uma colisão entre um automóvel e uma automotora da Série 0650 numa passagem de nível sem guarda na Linha do Douro resultou em cinco mortos e dois feridos.[82]

#### 2010
- 9 de Junho: Três pessoas são colhidas por uma composição internacional, com destino a Lisboa. O acidente deu-se na Freguesia de Riachos, no Concelho de Torres Novas.[83]

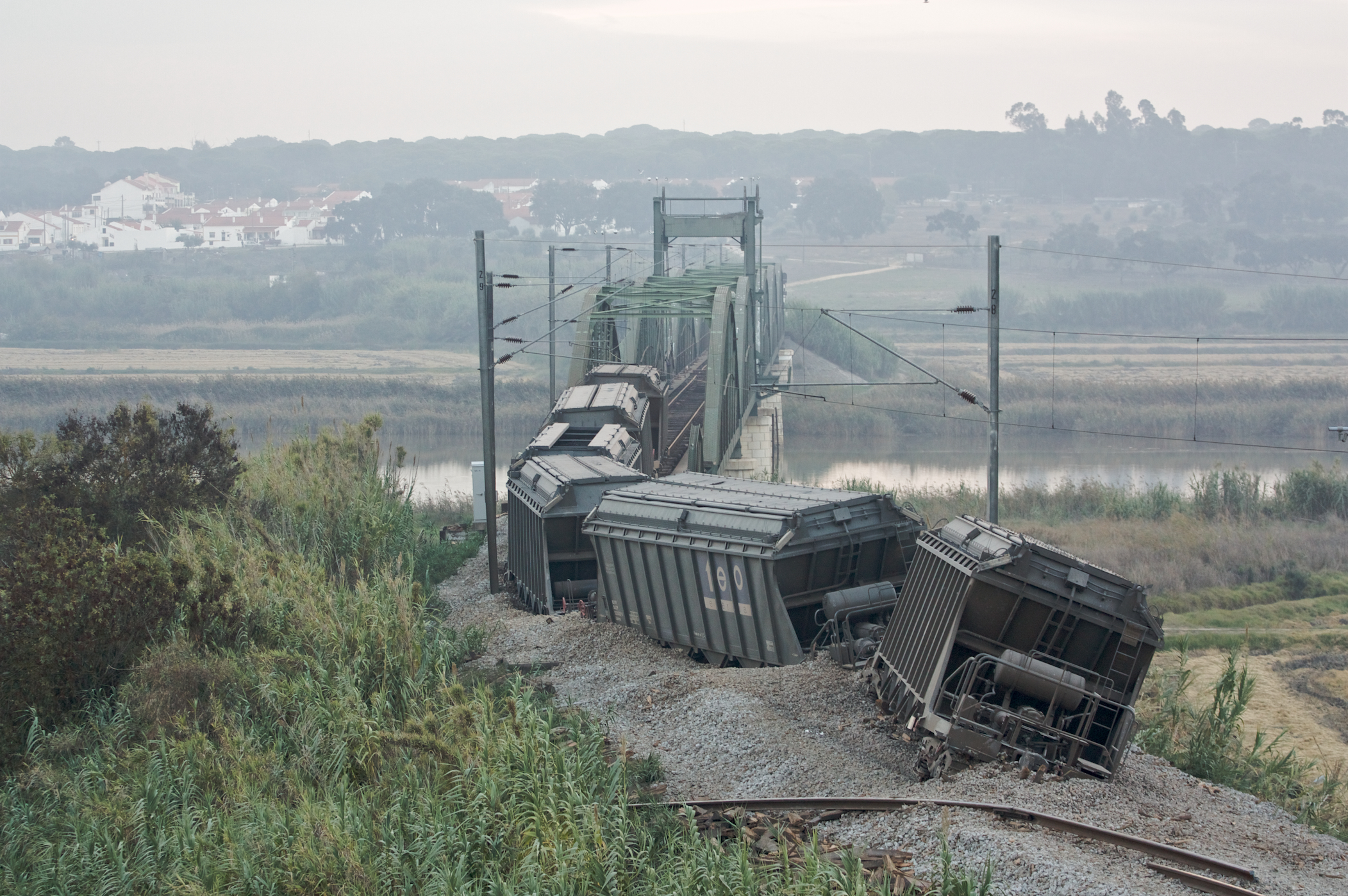
Descarrilamento junto à ponte de Alcácer

- 26 de Novembro: Uma das entradas da nova estação de Trofa foi gravemente danificada por um camião desgovernado e respetivo semi-reboque que, tendo colidido com veículo análogo no arruamento anexo, franqueou a entrada pedonal e penetrou a área de circulação de passageiros no piso térreo, causando ainda assim apenas dois feridos ligeiros na pessoa dos respetivos motoristas, a cujo desrespeito pela sinalização a causa do acidente foi atribuída.[84]
- 26 de Outubro: Um comboio de transportando carvão descarrilou aparatosamente junto à ponte de Alcácer do Sal, suscitando a interdição daquele segmento da Linha do Sul e a inauguração precoce da Variante de Alcácer.[85][86][87]

#### 2012

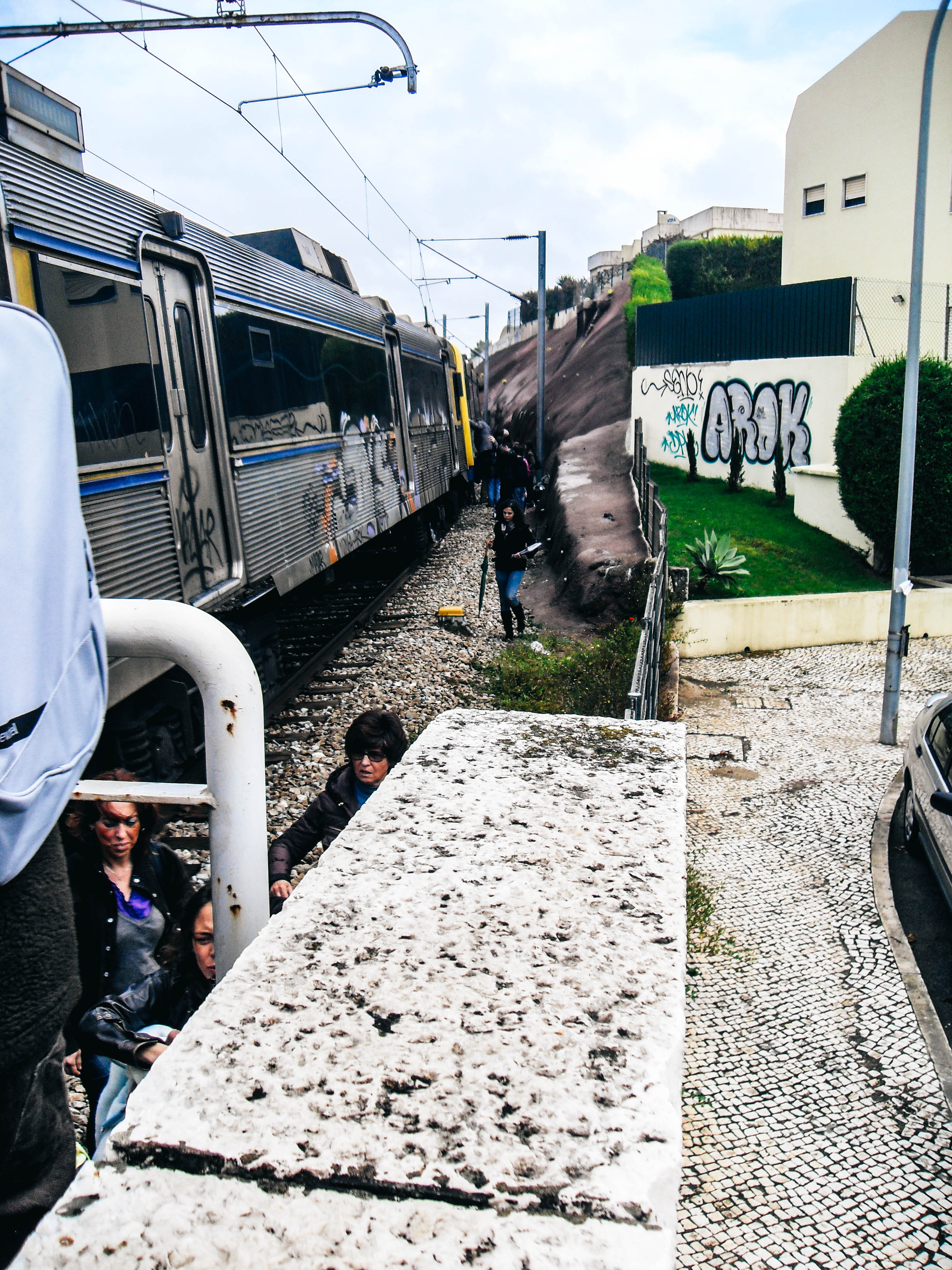
Acidente ferroviário de Caxias, a 2 de maio de 2012. Aqui, a unidade que efetuava o semi-rápido Cais do Sodré–Cascais, com os passageiros na via

- 2 de Maio: Uma composição da Série 3150 da CP embate na traseira de outra composição igual que se encontrava parada na Estação de Caxias, na Linha de Cascais. Este acidente ocorreu no sentido Cais do Sodré–Cascais, e provocou 33 feridos.

#### 2013

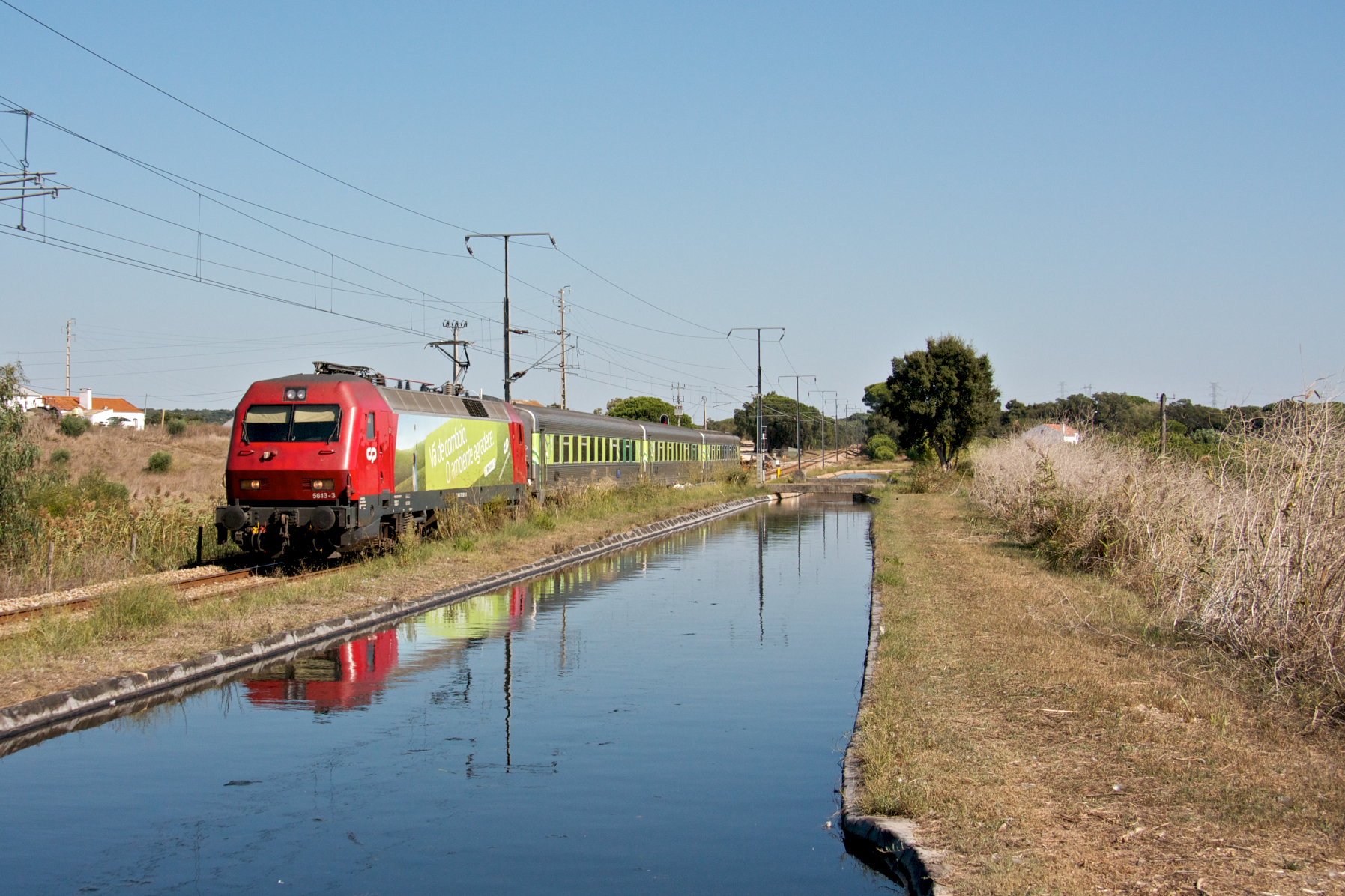
Locomotiva 5613, dois anos antes do acidente em Alfarelos

- 10 de Janeiro: Um comboio Regional da Série 2240 da CP descarrila junto a Abrunhosa-a-Velha, Mangualde. O descarrilamento provocou dois feridos e a interrupção da linha da Beira-Alta.
- 21 de Janeiro: Desastre ferroviário de Alfarelos: Duas composições colidem na Estação de Alfarelos, provocando 21 feridos.[88][89][90]
- 8 de fevereiro: Duas unidades da série 3150 descarrilam na Estação de Algés, provocando o corte da circulação entre esta estação e Oeiras.[91]
- 19 de Junho: Uma composição de mercadorias abalroou uma carrinha numa passagem de nível junto à Estação de Guarda, provocando a morte dos dois ocupantes do veículo ligeiro.[92][93][94]
- 24 de Outubro: Descarrilamento de um vagão num comboio transportando amoníaco, no Poceirão — sem vítimas, mas com corte de circulação.

#### 2014
- 15 de Maio: um vagão de um comboio de mercadorias da Takargo descarrila e danifica 6 quilómetros de via entre Mortágua e Luso, levando ao corte da Linha da Beira Alta entre Mortágua e Pampilhosa.[95] O troço foi reaberto em 18 de Maio, mas com velocidade máxima de 30km/h (e 10 km/h nas pontes). A velocidade máxima seria gradualmente aumentada à medida que a REFER concluísse as obras de reparação.[96]
- 28 de Maio: dois vagões de um comboio de mercadorias da CP Carga descarrilam na Ponte de Trezói (perto do apeadeiro de Trezói, Linha da Beira Alta), precisamente no mesmo troço onde 15 dias antes tinha descarrilado um comboio da Takargo. Os danos foram menores pois o comboio circulava a 10 km/h, pois ainda estavam a decorrer as obras de reparação da linha devido ao acidente de 15 de Maio de 2014.[97]
- 2 de Julho: um comboio de mercadorias da Takargo descarrilou cerca das 22h 30m perto da estação de Celorico da Beira, na Linha da Beira Alta,[98] levando ao corte da circulação ferroviária entre Fornos de Algodres e Celorico da Beira.[99]

#### 2015
- 30 de Julho: um vagão de um comboio de mercadorias da Takargo descarrilou às 14h e 17m perto da Estação de Pampilhosa, levando ao corte da Linha da Beira Alta.[100]

#### 2016

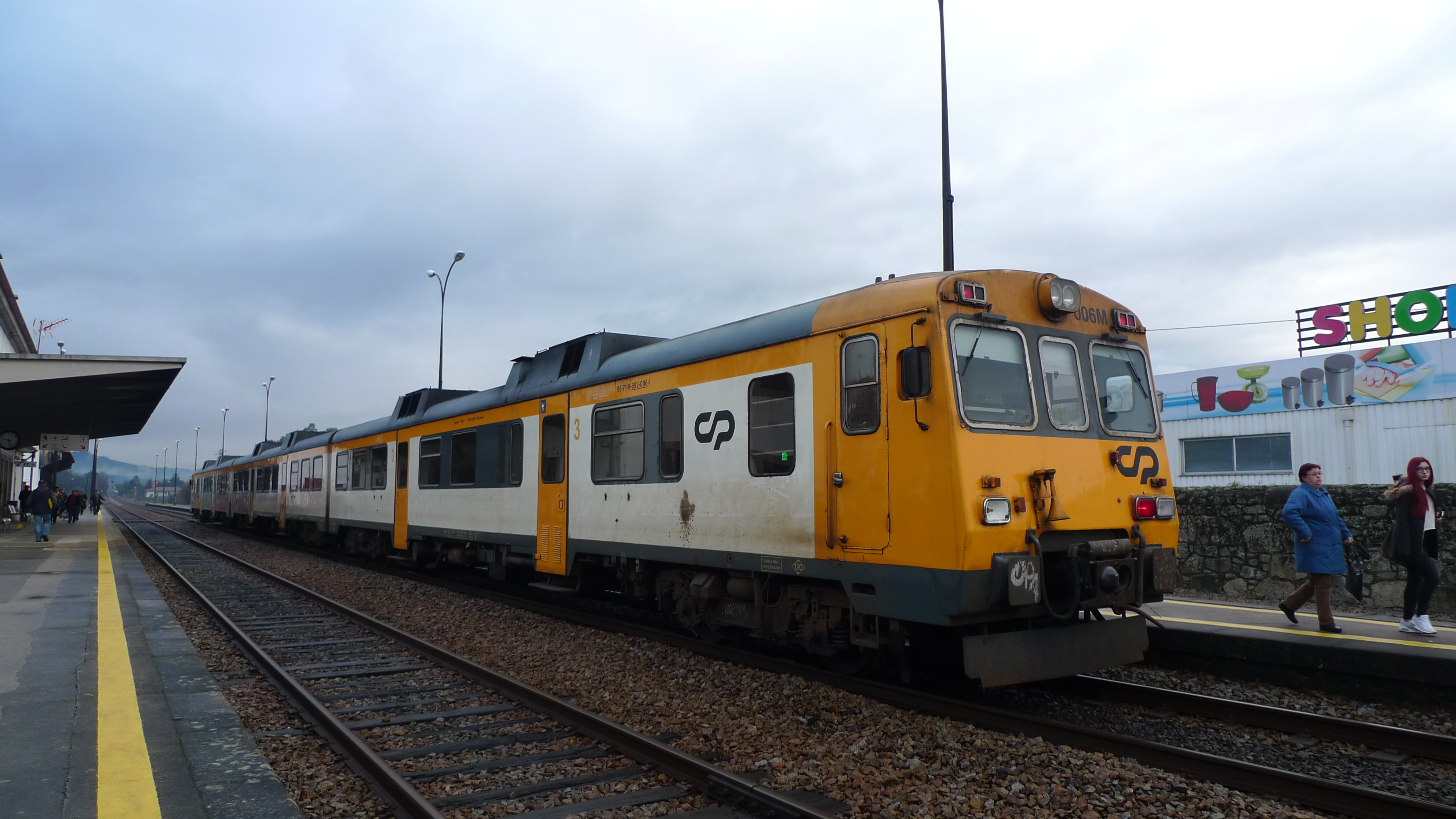
Automotora da Série 592 da CP em Barcelos, a mesma série envolvida no acidente em Porriño

- 9 de Janeiro: Um comboio regional da série 2240 da CP que fazia a ligação entre Coimbra e a Guarda,[101] descarrilou às 14h 05m perto de Contenças, provocando três feridos e o corte da Linha da Beira Alta.[102][103]
- 9 de Setembro: Acidente ferroviário de Porriño - Uma composição do serviço internacional Celta, que liga o Porto a Vigo, descarrila junto à estação de O Porriño, na Galiza, em Espanha, provocando quatro mortos.[104]

#### 2017
- 6 de Janeiro: Um comboio de mercadorias da Medway (antiga CP Carga) descarrilou às 16h 27m em Vila Franca das Naves, destruindo 500 metros de via e levando ao corte da Linha da Beira Alta entre Celorico da Beira e Guarda.[105] A circulação foi retomada no dia seguinte.[106] O acidente destruiu a linha 1 da estação de Vila Franca das Naves, pelo que nesta estação os comboios passaram a circular pela linha 2.[107] A reparação só foi totalmente concluída em Maio e custou 510 mil euros.[107]

#### 2018
- 20 de Fevereiro: Um comboio de mercadorias da Medway[108] descarrilou às 17h 27m[108] entre as estações de Nelas e Mangualde, na Linha da Beira Alta.[109]
- 4 de Março: Um comboio Intercidades que fazia a ligação entre Guarda e Lisboa-Santa Apolónia descarrilou às 08h 35m à entrada e dentro do Túnel do Coval, entre as estações de Santa Comba Dão e Mortágua, na Linha da Beira Alta.[110] O comboio circulava a menos de 60 km/h e o acidente não provocou feridos, mas levou ao corte da Linha da Beira Alta.[110] O descarrilamento parece ter sido provocado por um deslizamento de terras: a chuva intensa fez cair um talude que estava desprovido de vegetação devido aos incêndios de 15 de outubro de 2017.[111] A circulação na Linha da Beira Alta foi retomada na madrugada de 5 de Março, mas foi novamente interrompida às 08:00h devido a um novo deslizamento de terras junto ao Túnel do Coval. A circulação foi retomada às 14:00h de 5 de Março.[112]
- 5 de Abril: Um comboio de mercadorias da Medway, proveniente de Vilar Formoso e com destino à Pampilhosa, descarrilou às 17h 50 m entre as estações de Nelas e Canas-Felgueira, na Linha da Beira Alta.[113]
- 26 de Abril: Um comboio de mercadorias da Medway, proveniente de Vilar Formoso e com destino a Alfarelos, descarrilou às 16h 55h no lanço entre as estações de Gouveia e Contenças, na Linha da Beira Alta.[114][115]

### Décadas de 2020 e 2030

#### 2020

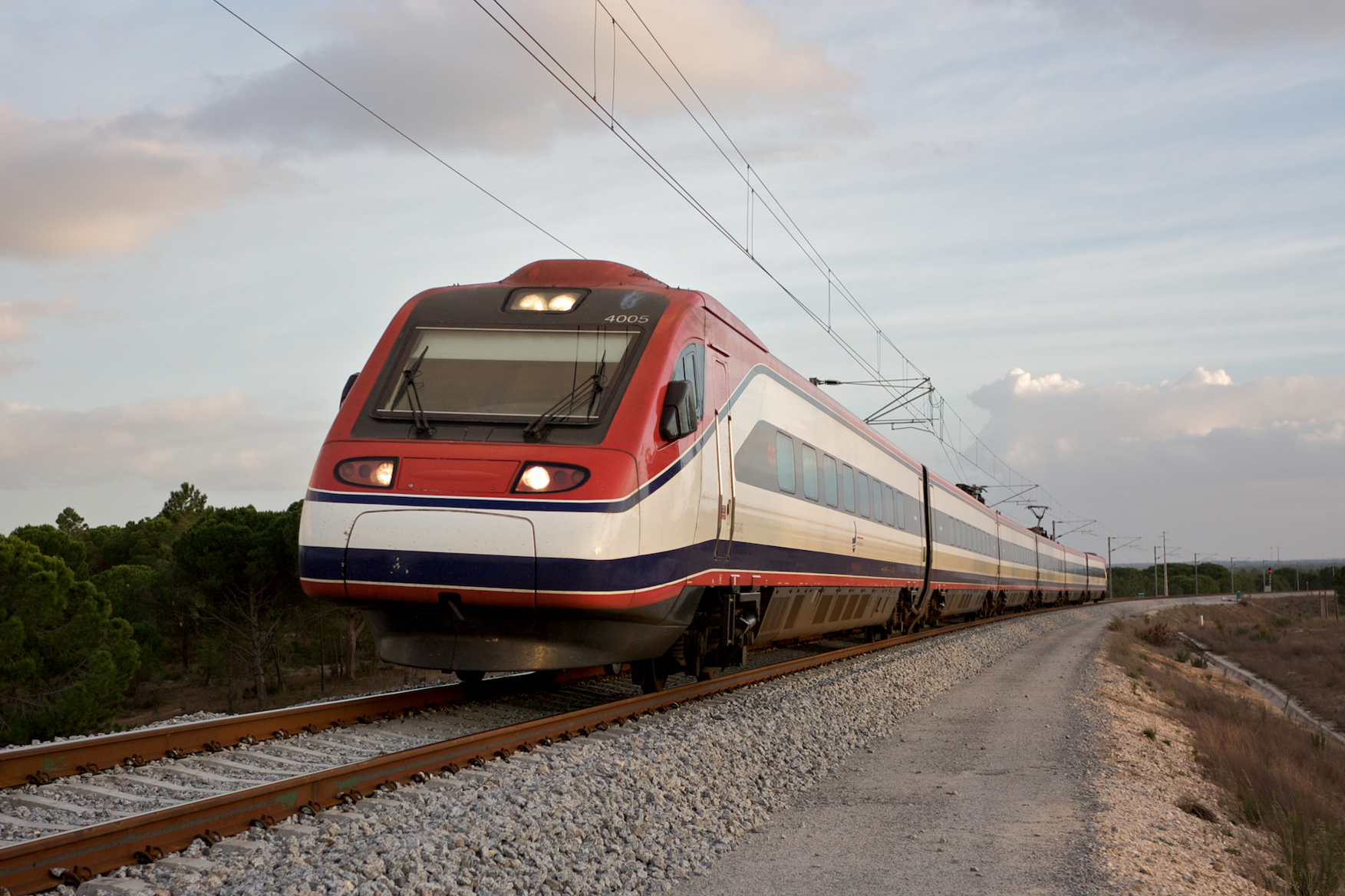
Automotora Alfa Pendular 4005, na Variante do Alcácer em 2010, a mesma automotora envolvida no acidente em Soure

- 22 de Abril: Por volta das 18:50, um comboio rápido Alfa Pendular choca contra um camião Scania na passagem de nível de Vale de Santarém.[116] O acidente resulta na morte do condutor do camião e ferimentos do maquinista, levando também a um corte total da Linha do Norte. A semelhança com um acidente ocorrido quatro anos antes levantou dúvidas quanto à segurança desta passagem de nível. [117]
- 31 de Julho: Acidente ferroviário de Soure - Um Alfa Pendular em Soure, Coimbra, colidiu com uma máquina de trabalhos da Infraestruturas de Portugal. O alerta foi dado às 15h30 e o acidente terá causado duas mortes, sete feridos graves e outros 36 ligeiros,[118] segundo o Comando Distrital de Operações (CDOS) de Coimbra.[119]
- 1 de Agosto: Um choque entre um comboio InterRegional e uma viatura ligeira de mercadorias, em Gândara dos Olivais, na periferia de Leiria, provocou um morto e o corte da circulação entre as estações de Leiria e de Monte Real. O alerta para este acidente ferroviário na Linha do Oeste foi dado pelas 17:13h.[120][121]

#### 2022
- 9 de Maio: Pelas 21:00, o comboio intercidades Guarda-Lisboa (n.º 544),[122] rebocado pela locomotiva elétrica n.º 5608 abalrou um automóvel de cinco portas que tentara atravessar a passagem de nível ao PK 1+46 da Linha da Beira Baixa (entre Alferrarede e Abrantes) quando esta se encontrava em estado encerrado.[123]
- 21 de Novembro: Um comboio InterRegional da Linha do Douro descarrilou às 07:05 ao embater em pedras caídas na via devido ao mau tempo.[124] Este incidente ocorreu na zona de Mesão Frio, em Vila Real. O alerta foi dado às 07:35 e o tráfego no troço entre Rede e Ermida foi suspenso.[125]

#### 2023
- 27 de Dezembro: Um comboio suburbano da Linha do Sado que seguia das Praias do Sado-A ao Barreiro embateu com um camião de mercadorias no cruzamento de nível da Cachofarra, por volta das 19:15, provocando um ferido no comboio.[126] A automotora 2263, envolvida no acidente, sofreu danos consideráveis.

#### 2024
- 16 de Novembro: Um comboio regional da Linha do Algarve que seguia de Vila Real de Santo António a Faro descarrilou perto de Fuseta devido à presença de pedras na via ferroviária que foram arrastadas pelas inundações que se sentiam naquela região causadas pelo mau tempo. Não foram registados feridos.[127]

#### 2025
- 18 de Junho: Um comboio Intercidades na Linha da Beira Baixa que seguia de Guarda a Lisboa-Santa Apolónia embateu com um camião no cruzamento de nível perto de Alpedrinha por volta das 20:15[128], provocando um incêndio que originou no depósito de combustível do camião, alastrando-se a duas carruagens do comboio e à parte da frente da locomotiva 5619.[129] O comboio transportava 118 passageiros, dos quais apenas houve 4 feridos ligeiros a registar.[128]
- 26 de Junho: Um comboio Regional na Linha do Norte que seguia de Lisboa-Santa Apolónia a Tomar embateu com um veículo ligeiro no cruzamento de nível perto da zona industrial da Quinta da Arrogela, em Alverca, por volta das 18:00, provocando uma vítima mortal[130] destruíndo completamente o veículo ligeiro, enquanto as automotoras 2243 e 2252 se mantiveram sem muitos danos.[130]